# Maman la mitraille (mini-série documentaire)
Pour les articles homonymes, voir Monica la mitraille.
Maman la mitraille est une mini-série documentaire produite par URBANIA et diffusée, depuis le 1er août 2023, sur la plateforme Vrai.

## Synopsis
L'originalité de ce documentaire est que l'histoire est racontée par les descendants de Monica Proietti, en particulier par Gilles Tessier qui mène sa propre enquête sur sa mère. Il est, en outre, révélé que les agissements de Monica la mitraille ont eu des conséquences sur son fils et son petit-fils qui ont tous les deux connu la prison,.
La mini-série documentaire donne également la parole à Claude Poirier,  journaliste qui a connu Monica la mitraille, à Luc Dionne, scénariste du film de 2004 Monica la mitraille, Martin Paquette, le réalisateur de la série, ainsi qu'à Jean-Pierre Charbonneau.

## Fiche technique
- Titre original : Maman la mitraille
- Réalisation : Martin Paquette[1],[2],[5]
- Scénario : Martin Paquette, Sarah Levesque
- Société de production : URBANIA
- Diffusion : TVA, Vrai[1],[3],[6] (Videotron)
- Pays de production : Canada
- Langue originale : français
- Genre : mini-série, documentaire[1]
- Durée : 4 épisodes[2]
- Dates de sortie : 1er août 2023[1]

## Distribution
- Gilles Tessier, le fils de Monica Proietti[1]
- Maxime Tessier, le fils de Gilles et petit-fils de Monica Proietti[1]
- Ginette Tessier, la soeur de Gilles[1]
- Louis-Raymond Maranda, le fils de l'avocat de Monica Proietti[2]
- Claude Poirier, journaliste qui a connu Monica la mitraille[3]
- Luc Dionne, scénariste du film de 2004 Monica la mitraille[4]
- Jean-Pierre Charbonneau